# یک لپ‌تاپ برای هر کودک
طرح یک لپ‌تاپ برای هر کودک (به انگلیسی: One Laptop per Child) یا OLPC طرحی است که به منظور نظارت بر ایجاد دستگاه‌های آموزشی مقرون به صرفه در کشورهای در حال توسعه راه‌اندازی شده‌است و توسط دو سازمان غیرانتفاعی در آمریکا به نام‌های OLPCA و OLPCF پشتیبانی می‌شود.
این طرح که هدف از آن دادن یک لپ‌تاپ به هر کودک است، از سال ۲۰۰۸ میلادی با کمک بانک جهانی در منطقة آمریکای لاتین و آفریقا در حال اجراست و تاکنون در کشورهای آرژانتین، بولیوی، برزیل، پرو، اروگوئه، شیلی، کلمبیا، السالوادور، هائیتی، جاماییکا، مکزیک، هندوراس، نیکاراگوئه، پاراگوئه، اکوادور، ونزوئلا و ترینیداد و توباگو اجرا شده‌است.